# 269
El año 269 (CCLXIX) fue un año común comenzado en viernes del calendario juliano, en vigor en aquella fecha.
En el Imperio romano el año fue nombrado como el del consulado de Claudio y Paterno o, menos comúnmente, como el 1022 Ab urbe condita, siendo su denominación como 269 posterior, de la Edad Media, al establecerse el Anno Domini.

## Acontecimientos
- Los hérulos ocupan Atenas.
- Victorino es proclamado emperador del Imperio galo.
- Félix I es elegido papa.

## Fallecimientos
- 14 de febrero: Valentín, monje cristiano.